# Mickey MacKay
Duncan McMillan "Mickey" MacKay, född 25 maj 1894 i Chesley, Ontario, död 30 maj 1940 nära Ymir, British Columbia, var en kanadensisk professionell ishockeyspelare.

## Karriär

### PCHA
Mickey MacKay blev professionell säsongen 1914–15 då han skrev på för Vancouver Millionaires i Pacific Coast Hockey Association. Första säsongen i PCHA gjorde han 33 mål på 17 matcher vilket var flest av alla spelare i ligan. Millionaires vann PCHA efter att ha spelat ihop 26 poäng på 17 matcher, åtta poäng före tvåan Portland Rosebuds. Millionaires spelade sedan om Stanley Cup mot mästarna från National Hockey Association Ottawa Senators. Millionaires gick segrande ur finalserien efter att ha vunnit i tre raka matcher med siffrorna 6-2, 8-3 och 12-3. MacKay gjorde fyra mål och sex poäng i finalserien.
Förutom en säsong i Big-4 League 1919–20 med Calgary Columbus Club, där MacKay spelade efter att fått käkbenet avslaget i en duell med Seattle Metropolitans högerforward Cully Wilson säsongen 1919, spelade MacKay oavbrutet för Vancouver Millionaires och dess uppföljarlag Vancouver Maroons fram till och med säsongen 1925–26. Med Millionaires och Maroons spelade MacKay om Stanley Cup 1918, 1921, 1922, 1923 och 1924, dock utan att lyckas upprepa Stanley Cup-segern från 1915.

### NHL
Då Westen Hockey League lades ner efter säsongen 1925–26 flyttade MacKay från den kanadensiska västkusten till USA och det nya NHL-laget Chicago Black Hawks. Under två säsonger med Black Hawks gjorde han 31 mål och 43 poäng på 70 matcher. MacKay inledde säsongen 1928–29 med Pittsburgh Pirates men efter tio spelade matcher byttes han bort till Boston Bruins mot Frank Fredrickson. Bruins vann Stanley Cup 1929 och MacKay fick för andra gången i karriären sitt namn ingraverat i pokalen, fjorton år efter första segern med Vancouver Millionaires.
MacKay spelade ytterligare en säsong med Bruins i NHL, 1929–1930, innan han lade skridskorna på hyllan för gott.
MacKay dog i en trafikolycka 30 maj 1940 sedan han kört av vägen och kraschat in i en telefonstolpe nära samhället Ymir i British Columbia. Enligt rättsläkarnas rapport orsakades olyckan av en hjärtinfarkt.
1952 valdes MacKay postumt in i Hockey Hall of Fame.

## Statistik
BDHL = Boundary Hockey League
| 1912–13            | Edmonton Dominions     | ASHL               | 7   | 14  | 0  | 14  | 3   | 2  | 8  | 0 | 8  | 0  |
| 1913–14            | Grand Forks AC         | BDHL               | –   | –   | –  | –   | –   | —  | —  | — | —  | —  |
| 1914–15            | Vancouver Millionaires | PCHA               | 17  | 33  | 11 | 44  | 9   | –  | –  | – | –  | –  |
|                    |                        | Stanley Cup        | –   | –   | –  | –   | –   | 3  | 4  | 2 | 6  | 9  |
| 1915–16            | Vancouver Millionaires | PCHA               | 14  | 12  | 7  | 19  | 32  | —  | —  | — | —  | —  |
| 1916–17            | Vancouver Millionaires | PCHA               | 23  | 22  | 11 | 33  | 37  | —  | —  | — | —  | —  |
| 1917–18            | Vancouver Millionaires | PCHA               | 18  | 10  | 8  | 18  | 31  | 2  | 2  | 1 | 3  | 0  |
|                    |                        | Stanley Cup        | –   | –   | –  | –   | –   | 5  | 5  | 5 | 10 | 12 |
| 1919               | Vancouver Millionaires | PCHA               | 17  | 9   | 9  | 18  | 9   | —  | —  | — | —  | —  |
| 1919–20            | Calgary Columbus Club  | Big-4 League       | 11  | 4   | 6  | 10  | 14  | —  | —  | — | —  | —  |
| 1920–21            | Vancouver Millionaires | PCHA               | 21  | 10  | 8  | 18  | 15  | 2  | 0  | 3 | 3  | 0  |
|                    |                        | Stanley Cup        | –   | –   | –  | –   | –   | 5  | 0  | 1 | 1  | 0  |
| 1921–22            | Vancouver Millionaires | PCHA               | 24  | 14  | 12 | 26  | 20  | 2  | 0  | 0 | 0  | 0  |
|                    |                        | West-P             | –   | –   | –  | –   | –   | 2  | 0  | 0 | 0  | 0  |
|                    |                        | Stanley Cup        | –   | –   | –  | –   | –   | 5  | 1  | 0 | 1  | 6  |
| 1922–23            | Vancouver Maroons      | PCHA               | 30  | 28  | 12 | 40  | 38  | 2  | 2  | 0 | 2  | 12 |
|                    |                        | Stanley Cup        | –   | –   | –  | –   | –   | 4  | 1  | 0 | 1  | 4  |
| 1923–24            | Vancouver Maroons      | PCHA               | 28  | 21  | 4  | 25  | 2   | 2  | 1  | 0 | 1  | 0  |
|                    |                        | West-P             | –   | –   | –  | –   | –   | 3  | 2  | 0 | 2  | 2  |
|                    |                        | Stanley Cup        | –   | –   | –  | –   | –   | 2  | 0  | 0 | 0  | 0  |
| 1924–25            | Vancouver Maroons      | WCHL               | 28  | 27  | 6  | 33  | 17  | —  | —  | — | —  | —  |
| 1925–26            | Vancouver Maroons      | WHL                | 27  | 12  | 4  | 16  | 24  | —  | —  | — | —  | —  |
| 1926–27            | Chicago Black Hawks    | NHL                | 34  | 14  | 8  | 22  | 23  | 2  | 0  | 0 | 0  | 0  |
| 1927–28            | Chicago Black Hawks    | NHL                | 36  | 17  | 4  | 21  | 23  | —  | —  | — | —  | —  |
| 1928–29            | Pittsburgh Pirates     | NHL                | 10  | 1   | 0  | 1   | 2   | —  | —  | — | —  | —  |
|                    | Boston Bruins          | NHL                | 30  | 8   | 2  | 10  | 18  | 3  | 0  | 0 | 0  | 2  |
| 1929–30            | Boston Bruins          | NHL                | 37  | 4   | 5  | 9   | 13  | 6  | 0  | 0 | 0  | 4  |
| PCHA totalt        | PCHA totalt            | PCHA totalt        | 192 | 159 | 82 | 241 | 193 | 10 | 5  | 4 | 9  | 12 |
| WCHL + WHL totalt  | WCHL + WHL totalt      | WCHL + WHL totalt  | 55  | 39  | 10 | 49  | 41  | –  | –  | – | –  | –  |
| NHL totalt         | NHL totalt             | NHL totalt         | 147 | 44  | 19 | 63  | 79  | 11 | 0  | 0 | 0  | 6  |
| West-P totalt      | West-P totalt          | West-P totalt      | –   | –   | –  | –   | –   | 5  | 2  | 0 | 2  | 2  |
| Stanley Cup totalt | Stanley Cup totalt     | Stanley Cup totalt | –   | –   | –  | –   | –   | 24 | 11 | 8 | 19 | 31 |